# (108113) Maza
(108113) Maza est un astéroïde de la ceinture principale.

## Description
(108113) Maza est un astéroïde de la ceinture principale. Il fut découvert le 14 avril 2001 à Pla D'Arguines par Rafael Ferrando. Il présente une orbite caractérisée par un demi-grand axe de 2,78 UA, une excentricité de 0,20 et une inclinaison de 17,1° par rapport à l'écliptique.

## Compléments